# Ivan Brown
Ivan Elmore Brown (Keene Valley, 17 aprile 1908 – Hartford, 22 maggio 1963) è stato un bobbista statunitense.

## Biografia
Ai IV Giochi olimpici invernali (edizione disputatasi nel 1936 a Garmisch-Partenkirchen, Germania) vinse la medaglia d'oro nel Bob a 2 con il connazionale Alan Washbond partecipando per la prima nazionale degli Stati Uniti d'America II superando quella Svizzera (medaglia d'argento) e l'altra statunitense (bronzo).
Il tempo totalizzato fu di 5:29.29, il distacco con la seconda era poco più di un secondo (5:30.64).